# Pachistopelma
Pachistopelma is een geslacht van spinnen uit de familie van de vogelspinnen (Theraphosidae). De typesoort van het geslacht is Pachistopelma rufonigrum.

## Soorten
De volgende soorten zijn bij het geslacht ingedeeld:
- Pachistopelma bromelicola Bertani, 2012[3]
- Pachistopelma rufonigrum Pocock, 1901
  - = Dolichothele scintillans Mello-Leitão, 1929
  - = Hapalotremus scintillans (Mello-Leitão, 1929)
  - =[3] Avicularia pulchra Mello-Leitão, 1933
  - =[3] Avicularia recifiensis Struchen & Brändle, 1996